# Anacarsis
Anacarsis (en griego antiguo: Ἀνάχαρσις Anákharsis) fue un filósofo escita que vivió en el siglo VI a. C.

## Vida y muerte
Es muy poco lo que se sabe sobre Anacarsis. Era hijo de un rey escita. Su madre era griega y por ese motivo él era bilingüe. Hacia el siglo VI a. C. viajó mucho por Grecia, donde adquirió tal reputación de sabiduría que figura en algunas de las listas de los siete Sabios de Grecia.
Escribió un poema comparando las costumbres escitas con las griegas en lo tocante a la frugalidad de vida y hábitos de guerra, en ochocientos versos. Parece haber también sido un ingenioso inventor. Se le atribuyen la invención del fuelle y del torno de alfarero y la mejora del ancla. 
Entre los sucesos que sobre él cuenta Diógenes Laercio está la narración de su muerte: al parecer, a su regreso de Grecia, convencido de la bondad de las leyes griegas, quiso introducirlas en su patria y su hermano lo asesinó durante una partida de caza de un flechazo, por intentar subvertir las costumbres.

## Máximas
Las réplicas de Anarcarsis eran ágiles y agudas. Además era sincero en el hablar, hasta el punto de dar pie a la expresión «hablar a lo escita».

Preguntado qué es entre los humanos un bien y a la vez un mal, contestó: «la lengua».

Uno de Ática le reprochó ser escita: «Sí, mi patria es una vergüenza para mí, pero tú lo eres para tu patria».

Al ser preguntado sobre qué barcos son los más seguros, dijo: «Los varados».

Tras conseguir la amistad de Solón, este legislador griego le explicó que los hombres cumplen los contratos cuando ninguno de los que los firman tiene interés en quebrantarlos, y al unir las leyes que él había creado con los intereses de los ciudadanos, él había hecho leyes que nadie tendría interés en quebrantar, ya que tendría más interés para ellos observarlas que desobedecerlas. Anacarsis no estuvo de acuerdo y le reprochó la ingenuidad de creer que sus leyes iban a contener las injusticias y frenar la codicia de los ciudadanos, para lo cual comparó las leyes a meras telas de araña, que rompe cuando quiere el fuerte, poderoso o rico como un pájaro o un insecto fuerte, mientras que sufren los débiles como mosquitos su rigor. Plutarco, que es quien cuenta la anécdota, se inclina a pensar que, al respecto, Anacarsis andaba más en lo cierto que Solón.
También se conservan de él algunas máximas sobre ética:

Es un gran mal el no poder sufrir mal alguno; es menester sufrir, para sufrir menos.

El primer trago se sirve por la salud, el segundo por placer, el tercero por vergüenza, y el cuarto por locura.

La viña da tres especies de fruto: el placer, la embriaguez y el arrepentimiento.

## Huella posterior
En el siglo IV a. C., Anacarsis se convirtió en una especie de modelo de vida para los filósofos cínicos.
Anacarsis se hizo famoso también como personaje literario. Ya lo usó como tal Luciano de Samósata en sus escritos El escita, o el cónsul y Anacarsis, o sobre la gimnasia. Más recientemente, un ficticio descendiente suyo, también llamado Anacarsis, es el protagonista de la novela ambientada en el siglo IV a. C. Viaje a Grecia del joven Anacarsis a mediados del siglo cuarto antes de la era vulgar, escrita de 1788 a 1790 por el abate Jean-Jacques Barthélemy (1716-1795), de indudable éxito y causante en parte del renovado interés por todo lo griego que se produce a finales del siglo XVIII y comienzos del siglo XIX.